# Niccolò dell'Abbate

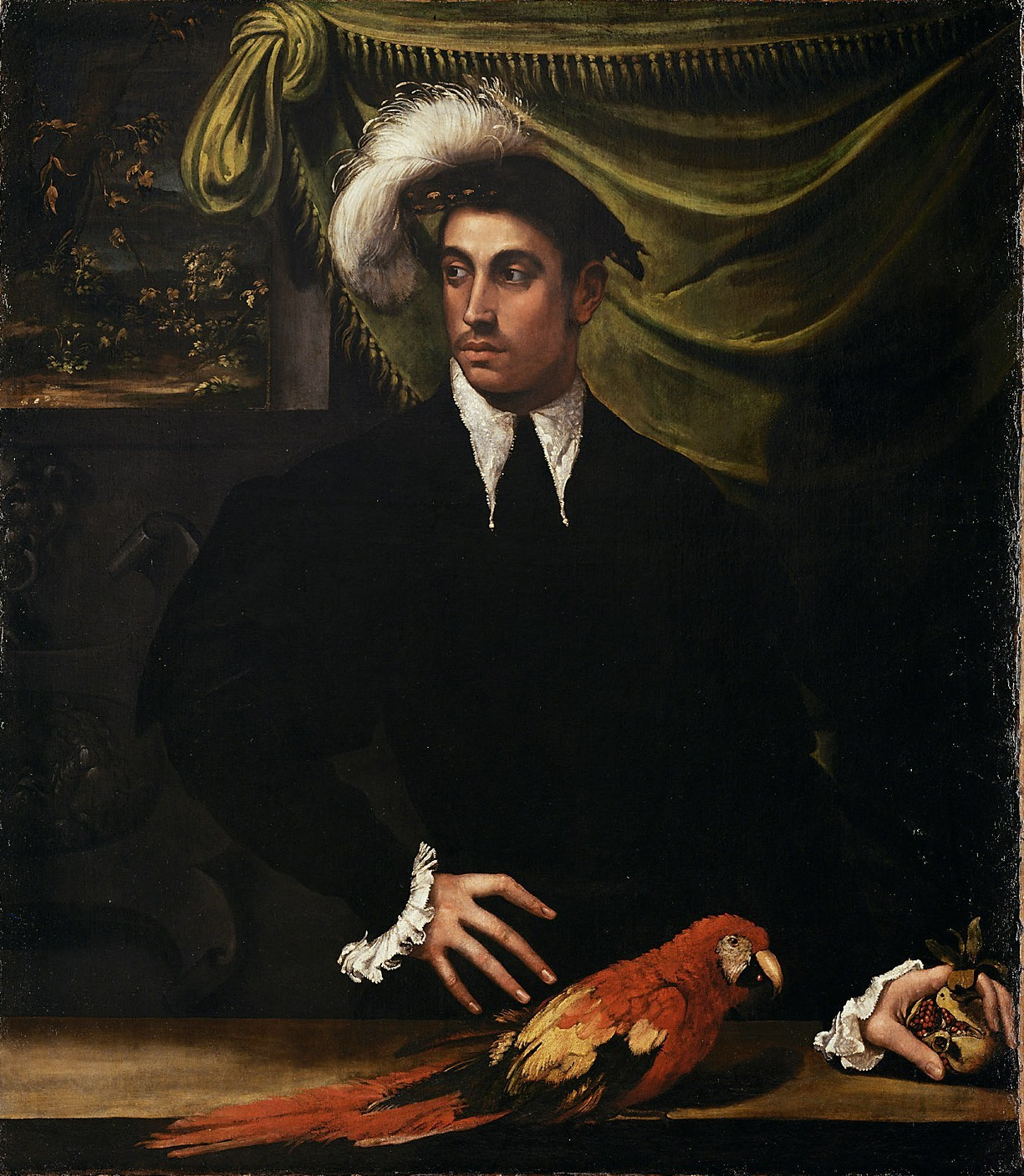
NdellAbateViennaportrait

Niccolò dell'Abbate, também conhecido como Messer Niccolò ou Nicolino, (Módena, 1509 ou 1512 — Fontainebleau, 1571) foi um pintor italiano. Foi, junto com Francesco Primaticcio, o fundador da chamada Escola de Fontainebleau. Suas obras principais, Nascimento de Cristo, e Adoração dos Magos, estão em Bolonha.
Foi aluno de seu pai Giovanni dell'Abbate na escola de Giulio Romano, tendo-se aperfeiçoado sob a direcção do escultor António Begarelli. Chamado por Primaticcio para o Château de Fontainebleau, executou pinturas mitológicas, como a Vida de Ulisses, que já não existem. Executou ainda frescos que ficaram famosos no Castelo de Scondiano.